# 6601 Schmeer
A 6601 Schmeer (ideiglenes jelöléssel (6601) 1988 XK1) a Naprendszer kisbolygóövében található aszteroida. Ueda Szeidzsi és Kaneda Hirosi fedezte fel 1988. december 7-én.